# Mercedes-Benz O305

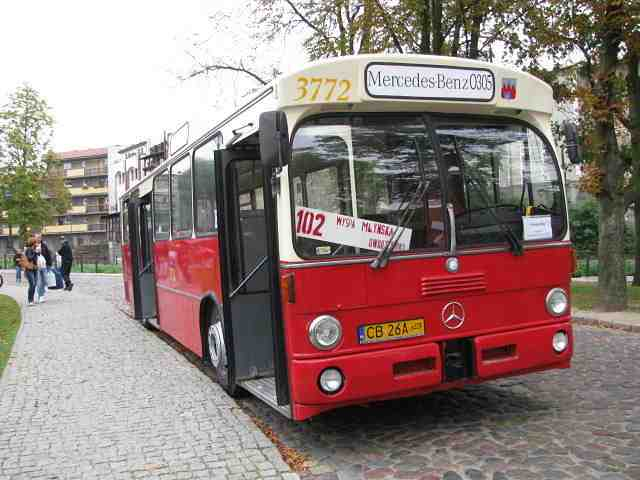
Mercedes 0305 w Bydgoszczy

Mercedes-Benz O305 – autobus miejski, produkowany przez niemiecką firmę Mercedes-Benz.

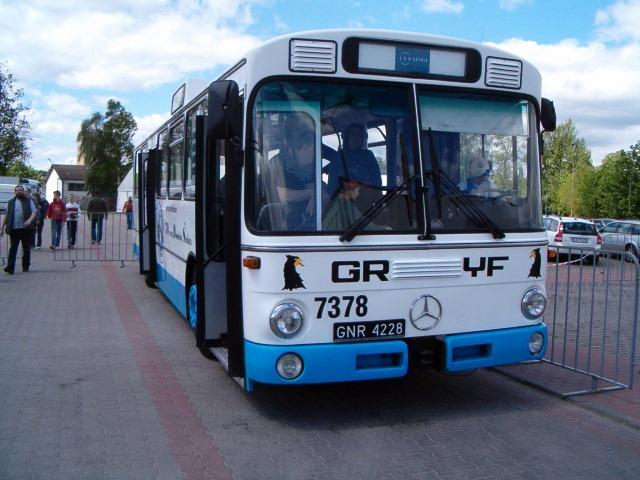
MB 0305